# Бернт-Ранч (Каліфорнія)
Бернт-Ранч (англ. Burnt Ranch) — переписна місцевість (CDP) в США, в окрузі Триніті штату Каліфорнія. Населення — 250 осіб (2020).

## Географія
Бернт-Ранч розташований за координатами 40°48′41″ пн. ш. 123°30′30″ зх. д. / 40.81139° пн. ш. 123.50833° зх. д. (40.811335, -123.508261).  За даними Бюро перепису населення США в 2010 році переписна місцевість мала площу 34,66 км², з яких 34,65 км² — суходіл та 0,00 км² — водойми.

## Демографія
Згідно з переписом 2010 року, у переписній місцевості мешкала 281 особа в 129 домогосподарствах у складі 73 родин. Густота населення становила 8 осіб/км².  Було 157 помешкань (5/км²).
Расовий склад населення:
| - 85,8 % — білих - 5,3 % — корінних американців - 1,4 % — азіатів |

До двох чи більше рас належало 7,1 %. Частка іспаномовних становила 6,8 % від усіх жителів.
За віковим діапазоном населення розподілялося таким чином: 13,5 % — особи молодші 18 років, 65,5 % — особи у віці 18—64 років, 21,0 % — особи у віці 65 років та старші. Медіана віку мешканця становила 52,1 року. На 100 осіб жіночої статі у переписній місцевості припадало 124,8 чоловіків;  на 100 жінок у віці від 18 років та старших — 127,1 чоловіків також старших 18 років.
Середній дохід на одне домашнє господарство  становив 57 302 долари США (медіана — 56 250), а середній дохід на одну сім'ю — 56 762 долари (медіана — 59 531). За межею бідності перебувало 11,9 % осіб, у тому числі 0,0 % дітей у віці до 18 років та 0,0 % осіб у віці 65 років та старших.
Цивільне працевлаштоване населення становило 115 осіб. Основні галузі зайнятості: освіта, охорона здоров'я та соціальна допомога — 30,4 %, публічна адміністрація — 14,8 %, науковці, спеціалісти, менеджери — 12,2 %, роздрібна торгівля — 11,3 %.